# Fernando Higueras
Fernando Higueras foi um arquitecto espanhol.